# Javor (Ostrôžky)
Javor je druhý nejvyšší vrch horského krajinného celku Ostrôžky. 
Vrchol je cílem pravidelných každoročních tzv. Novoročních výstupů na Javor.
Vrch Javor dal název Regionu Javor - regionálnímu sdružení 11 samostatných obcí v regionu působícímu již od roku 2000.

## Galerie

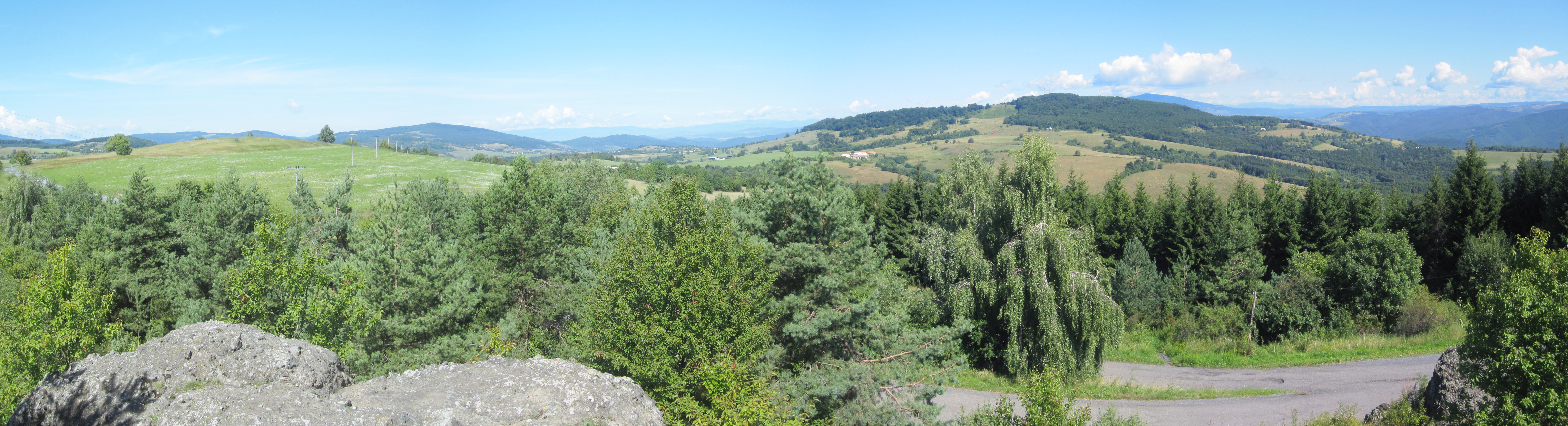
Pohled na Javor z Kamenných vrat
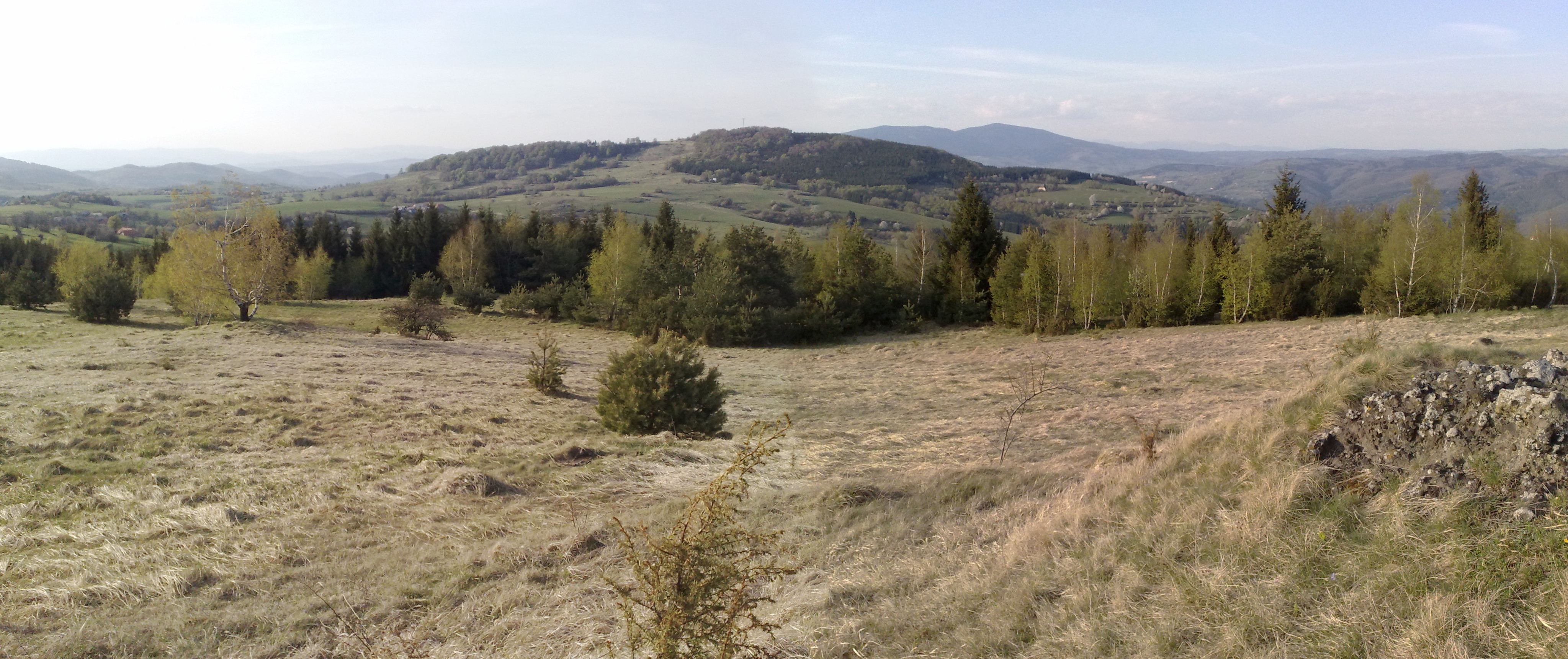
Pohled na Javor z Jasenie
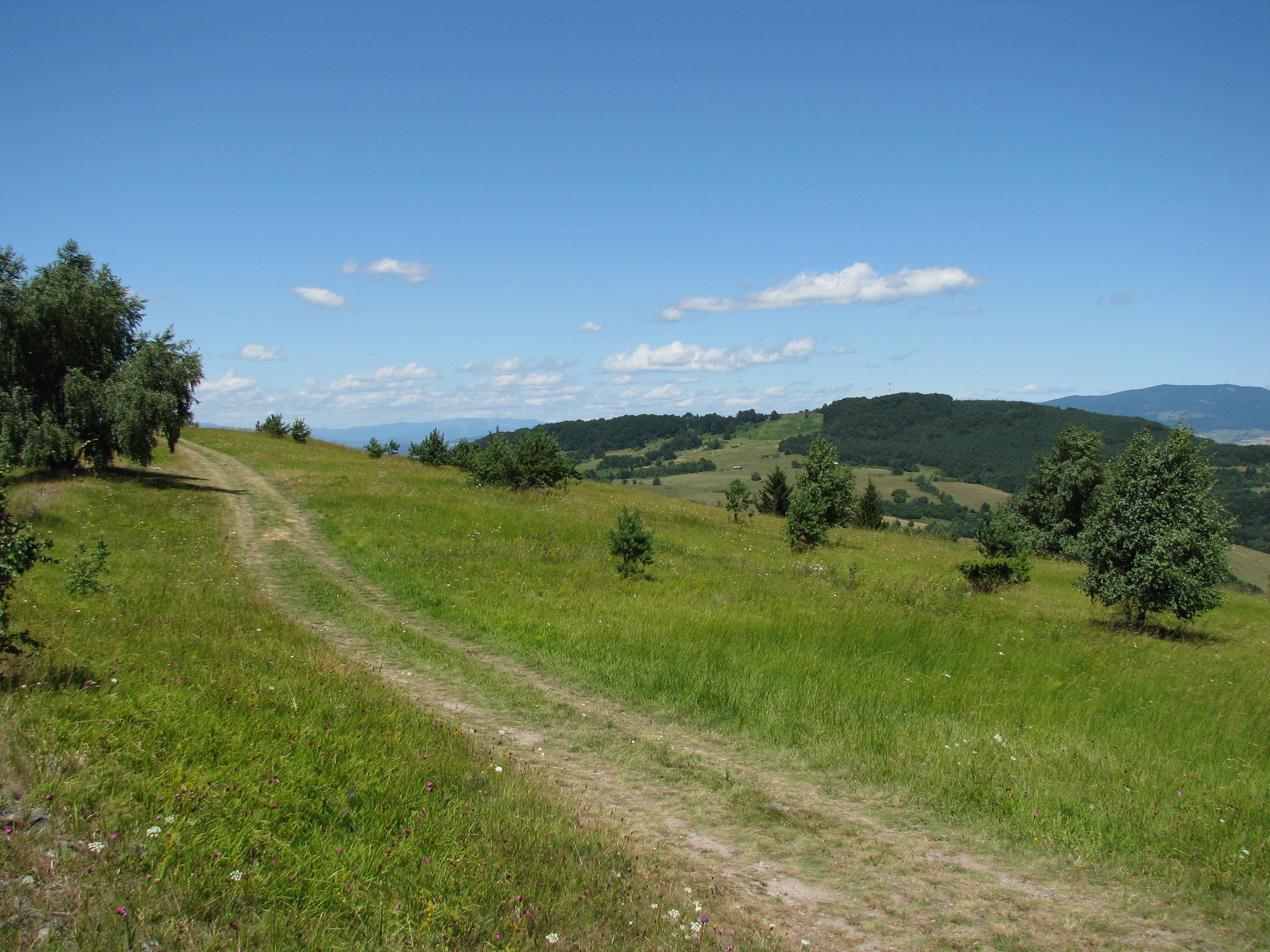
Pohled na Javor z Jasenie